# Donji Prisjan
Donji Prisjan (em cirílico: Доњи Присјан) é uma vila da Sérvia localizada no município de Vlasotince, pertencente ao distrito de Jablanica, na região de Vlasina. A sua população era de 205 habitantes segundo o censo de 2011.

## Demografia
| 1948 | 1953  | 1961  | 1971 | 1981 | 1991 | 2002 | 2011 |
| ---- | ----- | ----- | ---- | ---- | ---- | ---- | ---- |
| 983  | 1 024 | 1 003 | 845  | 692  | 474  | 330  | 205  |